# Natuurpark Posets-Maladeta

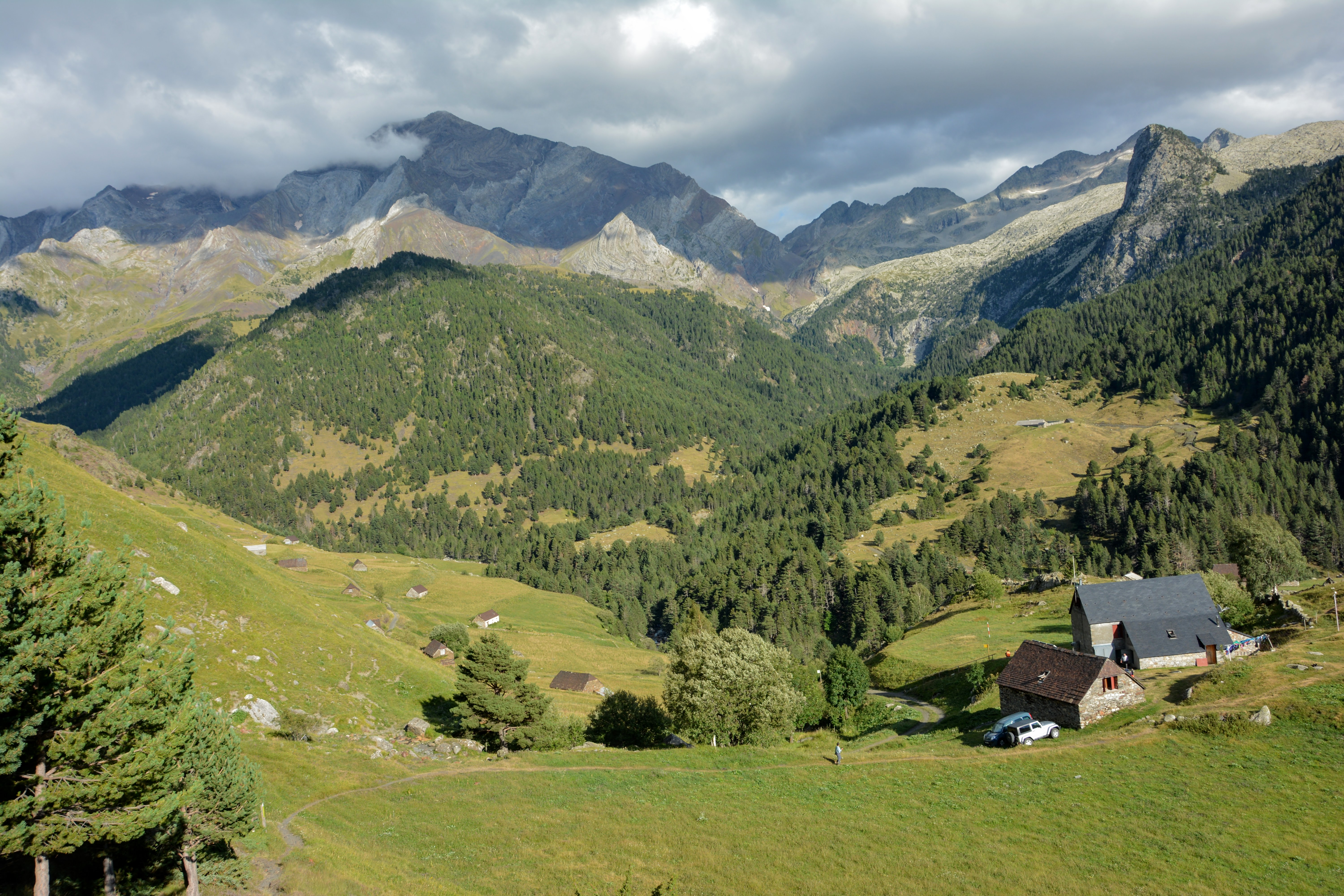

Het Natuurpark Posets-Maladeta (Spaans: Parque natural de Posets-Maladeta) is een natuurpark in Aragón in Spanje. Het natuurpark werd opgericht in 1998 en is 33440 hectare groot. Het natuurpark omvat het berglandschap in de Pyreneeën met de massieven van Posets en Maladeta. In het park komt gems, vale gier, steenarend, lammergier, everzwijn voor.